# José Domingos Monteiro
José Domingos Monteiro (Portugal, 1765 — Rio de Janeiro, antes de 1857) foi um arquiteto e militar português, com destacada atuação no Brasil do século XIX.

## Biografia

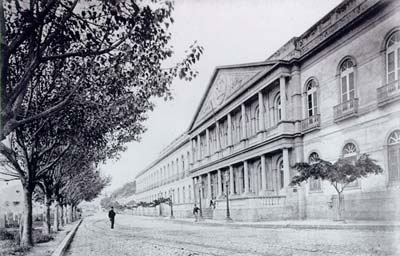
Santa Casa da Misericórdia do Rio

Nasceu em 1765 em Portugal, mas não se sabe em que região. Estava no Rio de Janeiro antes de 1816, ano da chegada da chamada Missão Artística Francesa.
Foi parte do Corpo de Engenheiros do Exército e arquiteto da Casa Real e depois Imperial. Em 1823, sucedeu Grandjean de Montigny como arquiteto do Senado da Câmara, cargo em que é mencionado novamente em 1838. Também substituiu Pedro Alexandre Cavroé como arquiteto das Obras Nacionais, em 1830 e 1831.
Realizou sua obra até a década de 1850 no Rio de Janeiro. Sabe-se que em 1857 já havia falecido.

## Obra
Domingos Monteiro foi um arquiteto neoclássico, o estilo difundido pela Academia Imperial de Belas Artes e seu professor de arquitetura, o francês Grandjean de Montigny.
Em 1830 e 1831 trabalhou na remodelação do salão de sessões do Senado da Câmara, que se localizava na antiga Casa do Conde de Arcos, na Praça da Aclamação. Muitos dos seus trabalhos arquitetônicos foram realizados em parceria com seu compatriota Joaquim Cândido Guilhobel e o brasileiro José Maria Jacinto Rebelo. Um desses trabalhos foi o Hospital de Alienados d. Pedro II (1842-1852, atual Palácio Universitário da UFRJ), cujo projeto geral é de autoria de Domingos Monteiro.
Outra obra arquitetônica importante de Domingos Monteiro foi o projeto de expansão da Santa Casa de Misericórdia do Rio de Janeiro, em que esteve envolvido entre 1842 e 1852. Nessa obra, Guilhobel projetou a capela (1852) e Rebelo remodelou o pórtico neoclássico (1865).